# Sinosciapus tianmushanus
Sinosciapus tianmushanus är en tvåvingeart som beskrevs av Yang 2001. Sinosciapus tianmushanus ingår i släktet Sinosciapus och familjen styltflugor. Inga underarter finns listade i Catalogue of Life.